# Saint-Robert (Lot-et-Garonne)
Saint-Robert (okzitanisch: Sant Robèrt) ist eine Gemeinde mit 192 Einwohnern (Stand: 1. Januar 2022) in Frankreich im Département Lot-et-Garonne in der Region Nouvelle-Aquitaine (vor 2016: Aquitanien). Saint-Robert gehört zum Arrondissement Agen und zum Kanton Le Pays de Serres. Die Einwohner werden Saint-Robertois genannt.

## Geografie
Saint-Robert liegt etwa 15 Kilometer ostnordöstlich von Agen. Umgeben wird Saint-Robert von den Nachbargemeinden Laroque-Timbaut im Norden und Nordwesten, Cauzac im Nordosten, La Sauvetat-de-Savères im Süden und Osten, Saint-Caprais-de-Lerm im Südwesten sowie Sauvagnas im Westen.

## Bevölkerungsentwicklung
| 1962                       | 1968 | 1975 | 1982 | 1990 | 1999 | 2006 | 2018 |
| -------------------------- | ---- | ---- | ---- | ---- | ---- | ---- | ---- |
| 144                        | 124  | 117  | 147  | 147  | 175  | 166  | 185  |
| Quellen: Cassini und INSEE |      |      |      |      |      |      |      |

## Sehenswürdigkeiten
- Kirche Saint-Robert aus dem 12. Jahrhundert, Monument historique seit 1931

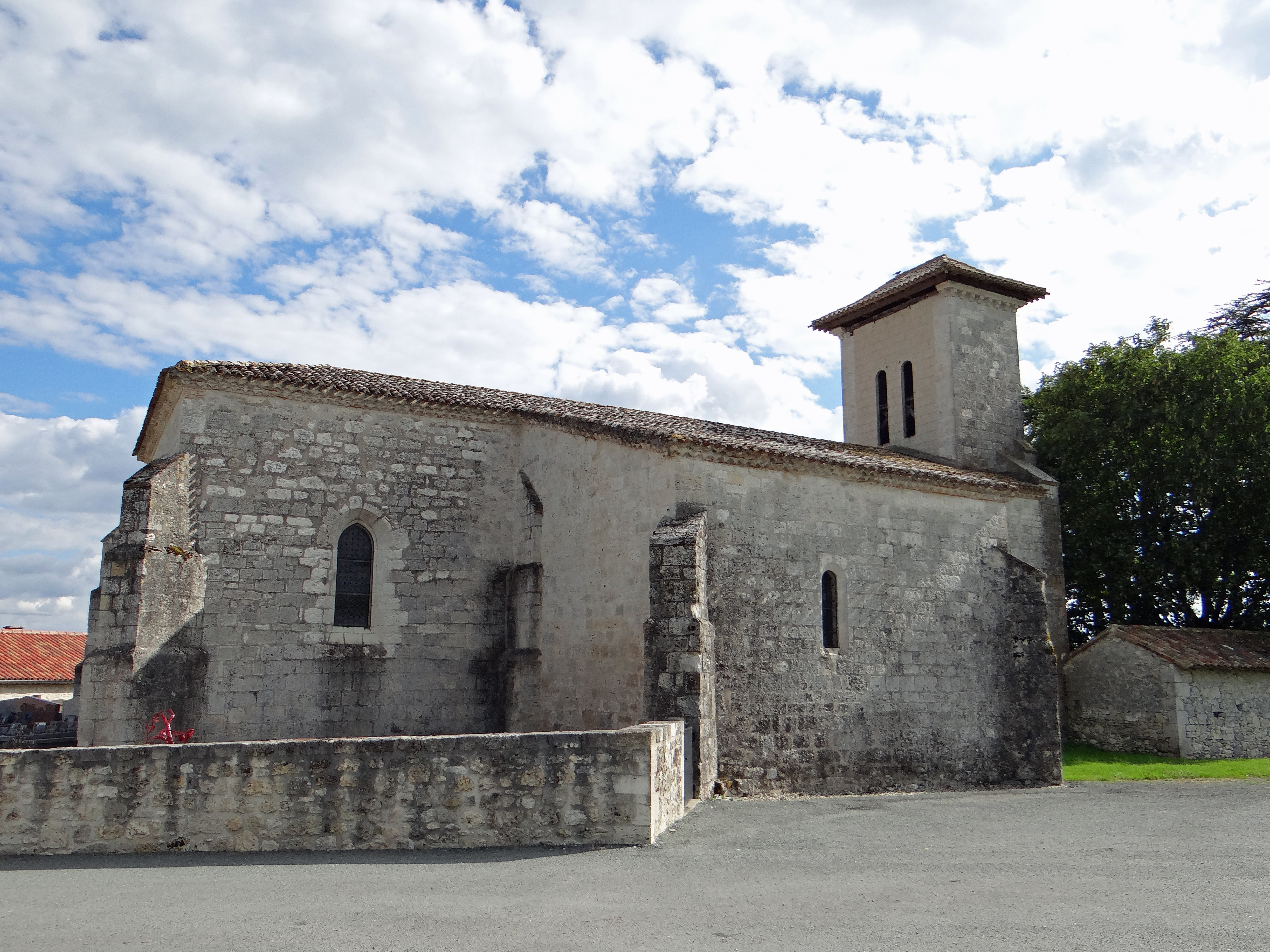
Kirche Saint-Robert

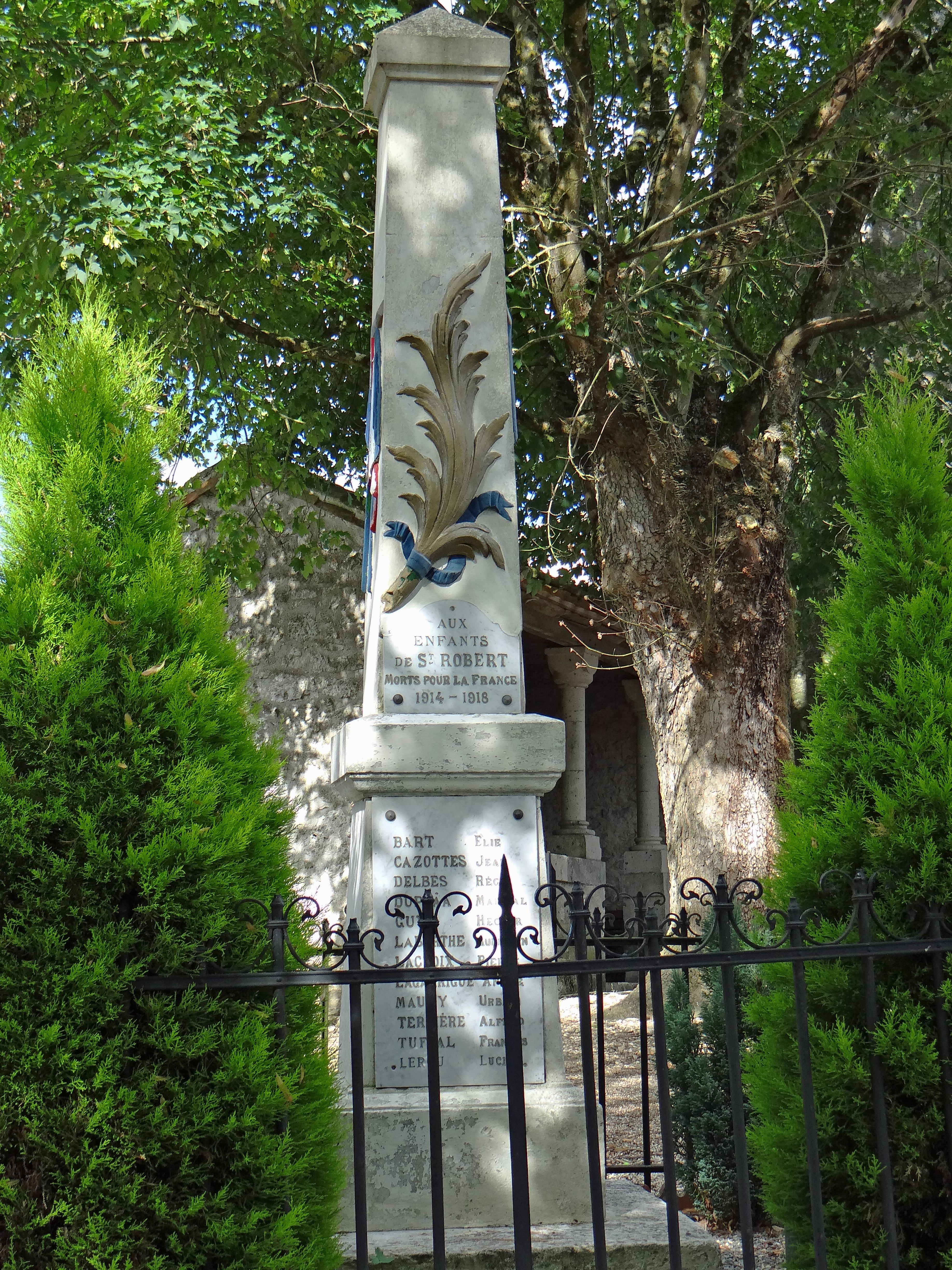
Gefallenendenkmal